# Fujinoki-Kofun

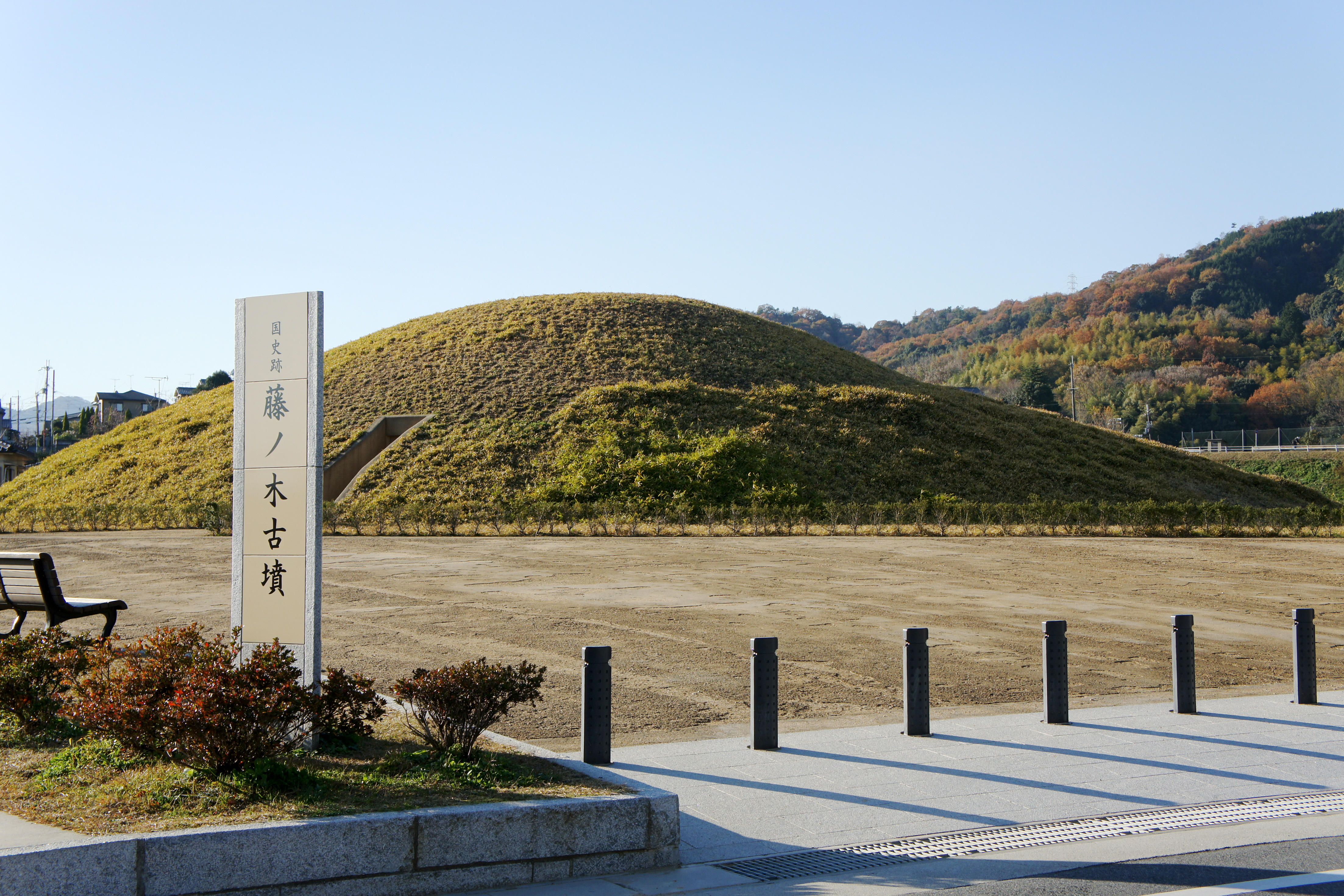
Eingang zum Fujinoki-Kofun

Fujinoki-Kofun (japanisch 藤ノ木古墳) ist ein rundes Hügelgrab (Kofun) und damit eine archäologische Fundstätte aus der späten Kofun-Zeit (letztes Viertel des 6. Jahrhunderts) in der Gemeinde Ikaruga in der japanischen Präfektur Nara. Die Datierung erfolgte anhand einer großen Zahl von Hagi- und Sue-Keramiken, die in der Grabkammer aufgefunden wurden. Das Hügelgrab befindet sich ca. 350 m westlich vom Tempel Hōryū-ji. Da der Tempel eine Touristenattraktion ist, werden hier auch Nachbildungen von Fundstücken ausgestellt. Zudem gibt es ein vom Archäologischen Forschungsinstitut der Präfektur Nara in Kashihara angefertigtes 3D-Modell des ausgegrabenen Zaumzeugs.

## Überblick
Es handelt sich beim Fujinoki-Kofun um ein rundes Hügelgrab mit einem Durchmesser von ursprünglich ca. 50 m und einer Höhe von neun Metern. Da das Kofun in einem Feuchtgebiet liegt, ist es der Erosion ausgesetzt und besitzt daher gegenwärtig noch einen Durchmesser von ca. 40 m und eine Höhe von 7,6 m. Das Kofun war gesäumt von zylinderförmigen Haniwa. Bis dahin hatten die Archäologen angenommen, dass die Herstellung von Haniwa bereits in der Mitte des 6. Jahrhunderts beendet worden war.
Die von illegalen Raubgrabungen nicht betroffenen, steinernen Grabkammern mit seitlichem Eingang (横穴式石室 yokoana sekishitsu) bargen in hausförmigen Steinsärgen die Überreste von zwei Männern. Die Grabkammern, die über einen acht Meter langen und ca. 1,8 bis 2,1 m breiten Gang (羨道 endō) zu erreichen sind, liegen im Zentrum des Hügelgrabes. Die westlich liegende Grabkammer ist sechs Meter lang, die östlich liegende mit 5,7 m nur unwesentlich kleiner. Die Breite der Kammern beträgt 2,4 bis 2,7 m, die Höhe erstreckt sich zwischen 4,2 und 4,4 m. Der Boden der Grabkammern ist mit Kieselsteinen bedeckt, die als Drainage fungieren. Die beiden Steinsärge sind aus weißem Tuffstein vom Berg Nijō gefertigt worden. Sie sind außen und innen mit rotem Pigment aus Zinnober verziert. Die Größe der Särge beträgt 235 × 130 × 97 cm; sie sind mit einer 52 cm dicken Steinabdeckung versehen.

## Bestattete Personen
Da reichlich Pferdegeschirr und Schmuck aus Goldbronze sowie Schwerter als Grabbeigaben gefunden wurden, gehen die Forscher davon aus, dass es sich um führende Persönlichkeiten der damaligen Zeit handelt. Da Kaiser nicht in runden Hügelgräbern bestattet wurden, handelte es sich vermutlich um Personen mit großem politischem Einfluss. Die Archäologen Michio Maezono und Taichirō Shiraishi beziehen sich auf ein Ereignis aus dem Nihonshoki, das sich im Juni 587 ereignet hat. Sie gehen davon aus, dass es sich bei den beiden Bestatteten zum einen um den Onkel des Kronprinzen Shōtoku, um Anahobe no miyako (穴穂部皇子) handelt, der von Soga no Umako ermordet wurde. Die zweite Person könnte der Auffassung der Archäologen zufolge der Sohn des Senka-Tennō, Prinz Yakabe (宅部皇子 Yakabe no miko) gewesen sein.
Neben dieser Annahme gehen Motohiko Izawa und Ryōshin Takada, Ältester des Hōryū-ji Tempels davon aus, dass im Fujinoki-Kofun das bisher unbekannte Grab von Kaiser Sushun und dem ebenfalls von Soga no Umako ermordeten Prinzen Yamato no Aya no koma (東漢駒) zu sehen ist.

## Ausgrabungsgeschichte und Artefakte
Am Fujinoki-Kofun fanden zwischen 1985 und 2016 insgesamt sechs vom Forschungsinstitut Kashihara durchgeführte und vom Bildungsausschuss der Stadt Ikaruga und der Präfektur unterstützte Ausgrabungen statt.
Bei der ersten Grabung von Juli bis Dezember 1985 wurden der Zugang und die beiden Steinsärge nebst vielen Gegenständen aus Goldbronze außerhalb der Särge entdeckt. 1988 unternahm man eine endoskopische Untersuchung der Särge und erhielt die Bestätigung, dass kein Wasser eingedrungen war, sodass sich die Forscher in den nachfolgenden Grabungen intensiv mit den Särgen beschäftigen konnten.
Das Fujinoki-Kofun wurde zur nationalen historischen Stätte deklariert; die Steinsärge wurden ihrer Bedeutung für die Archäologie wegen 1988 zu Wichtigen Kulturgütern ernannt. Die Deklaration wurde 1991 um weitere ausgegrabene Artefakte erweitert, und 2004 folgte die Ernennung zum Nationalschatz.
Zum Nationalschatz gehören der Schuh und die Überreste des Sattels aus Goldbronze (siehe Abbildung unten). Weiterhin verschiedene aus Goldbronze gefertigte Waffen und Rüstungsbestandteile und 46 Keramikgefäße (37 Sue- und 9 Hagi-Keramik). Außerdem gehören vier in den Särgen aufgefundene Bronzespiegel, sechs Schwerter und Verzierungen aus Kupfer und Silber sowie einige Glasperlen und Textilfasern zum Nationalschatz.

## Galerie

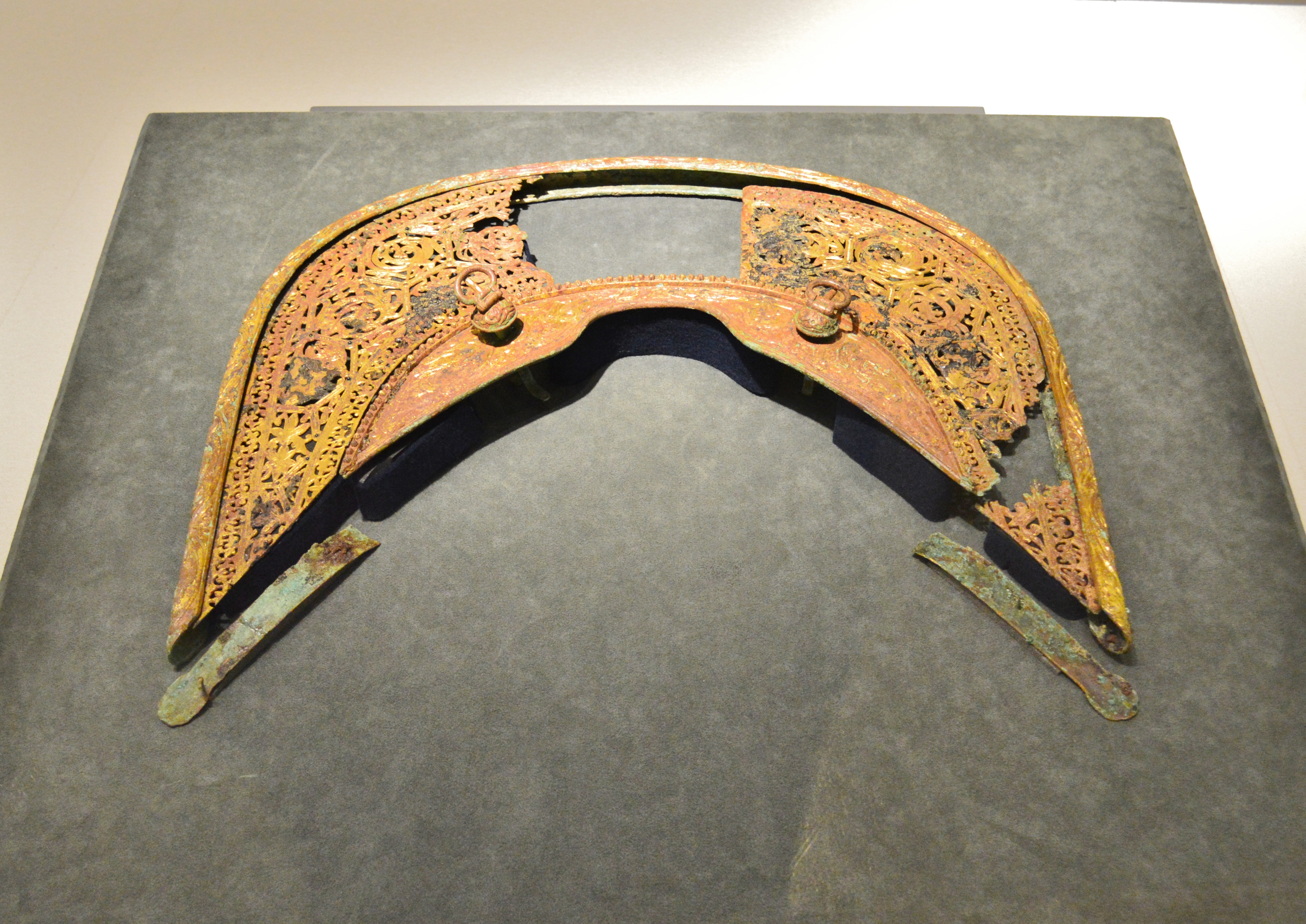
Sattelverzierung aus Goldbronze (vorderer Sattelbogen)
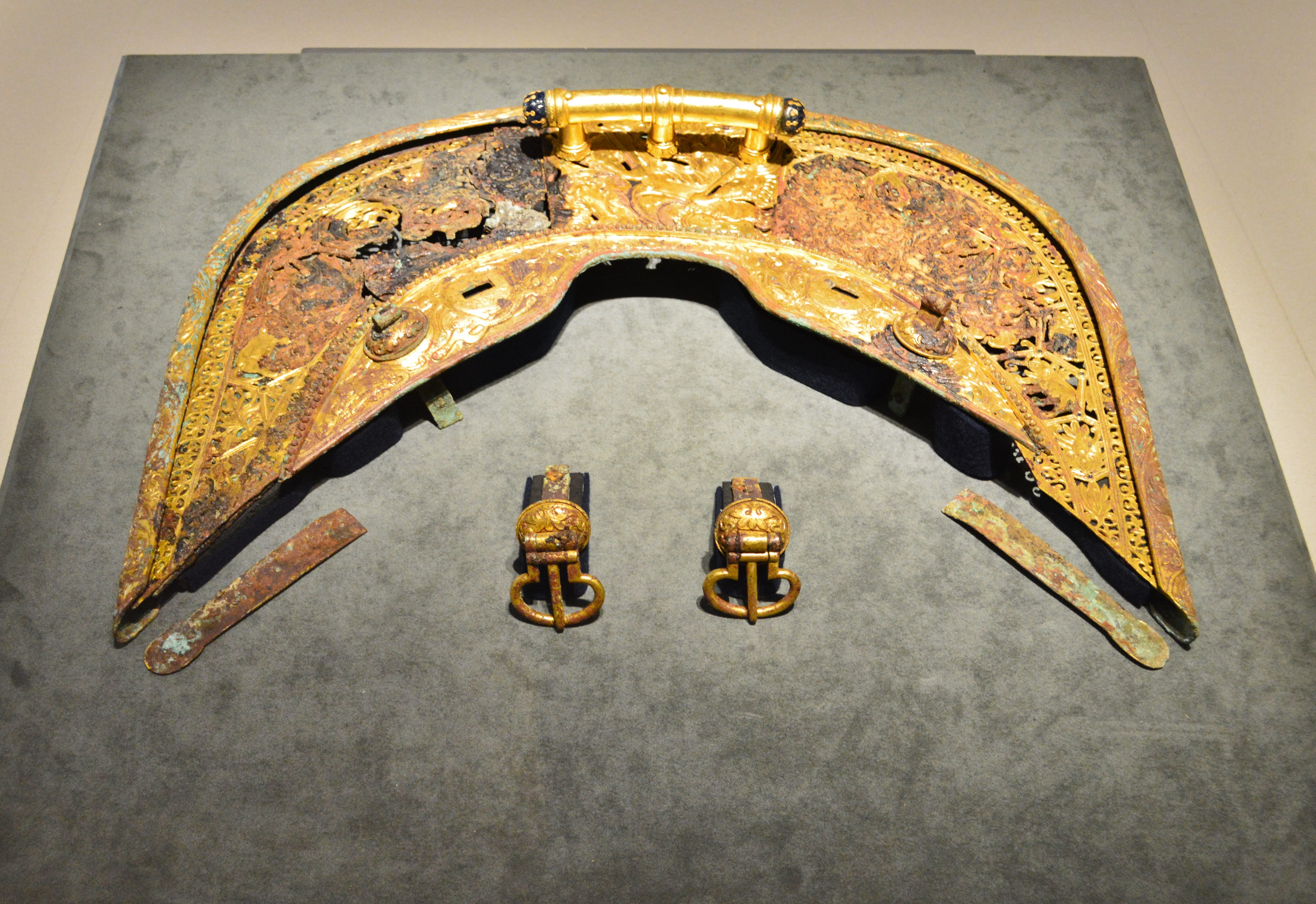
Sattelverzierung aus Goldbronze (hinterer Sattelbogen)
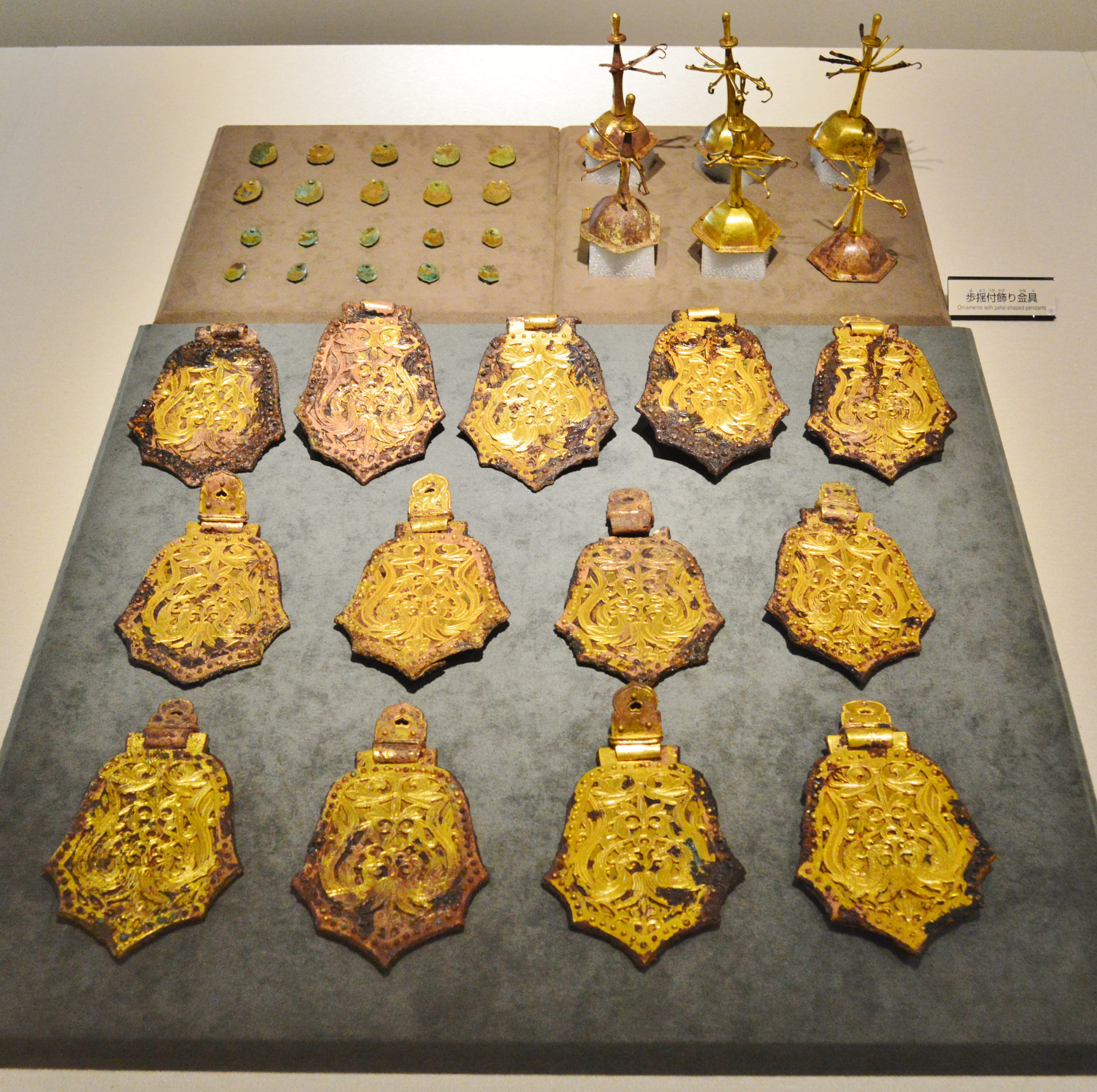
Rüstungsplatten in Blattform
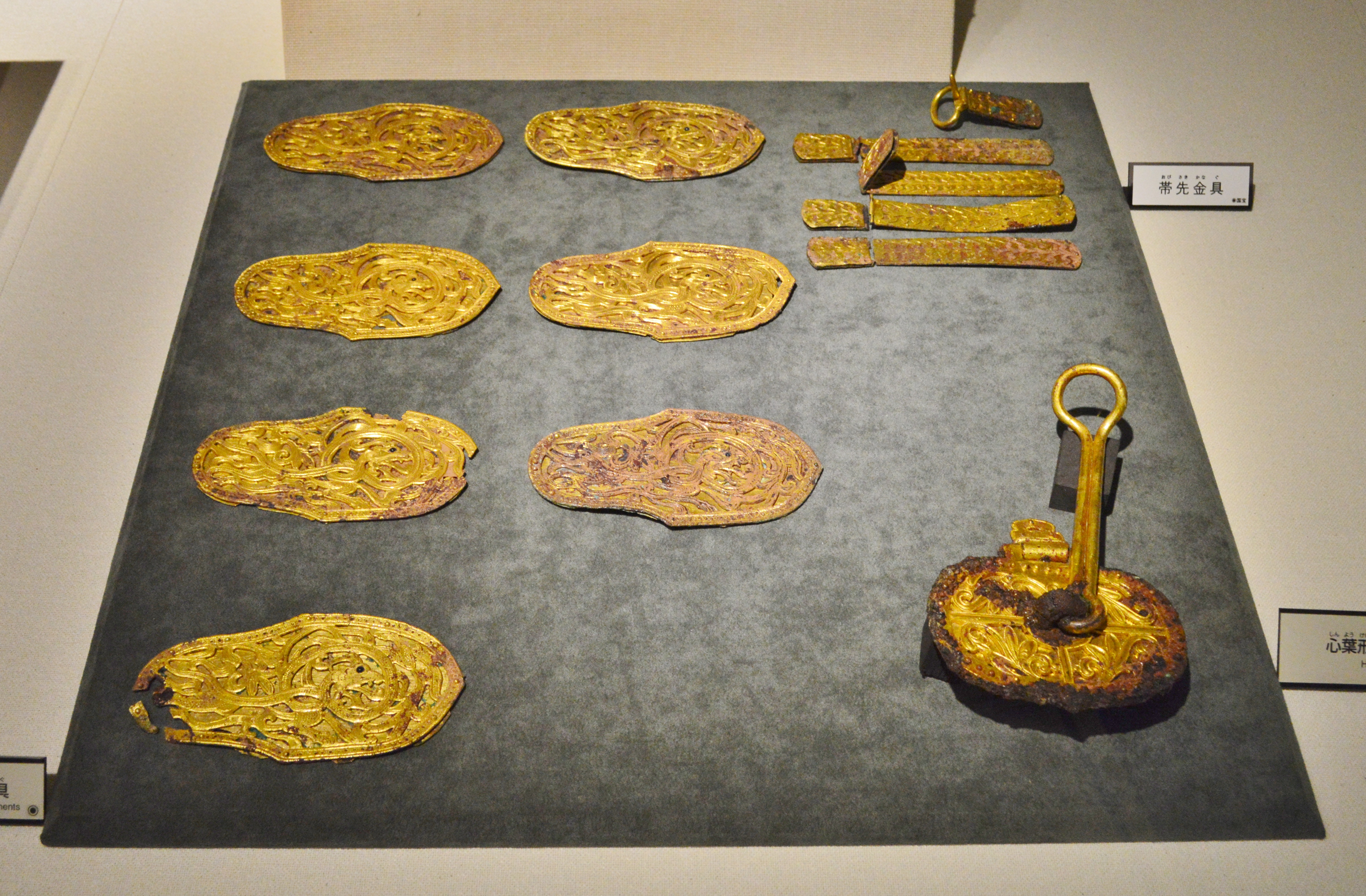
Gebisse des Pferdezaums
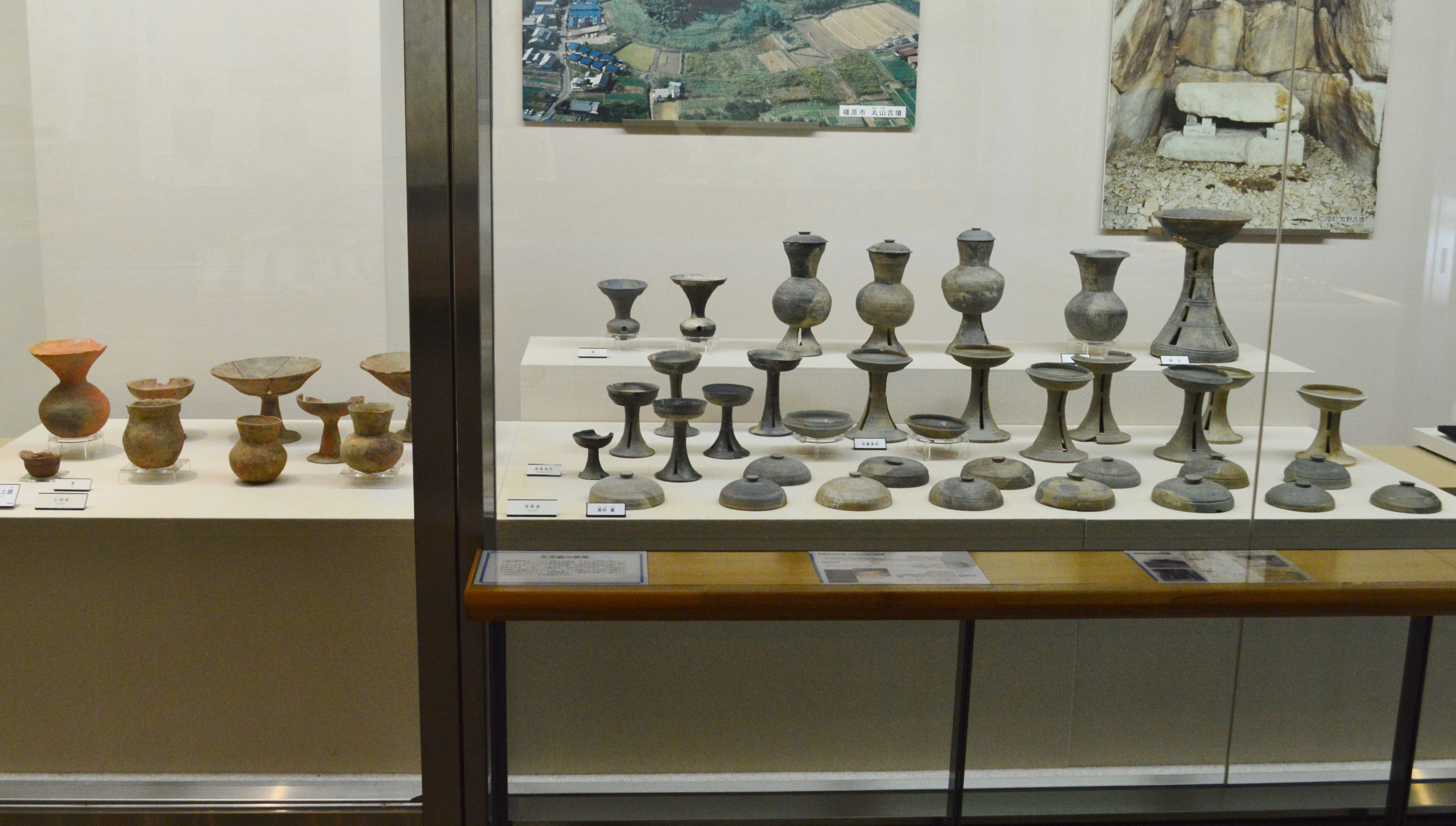
Keramikwaren
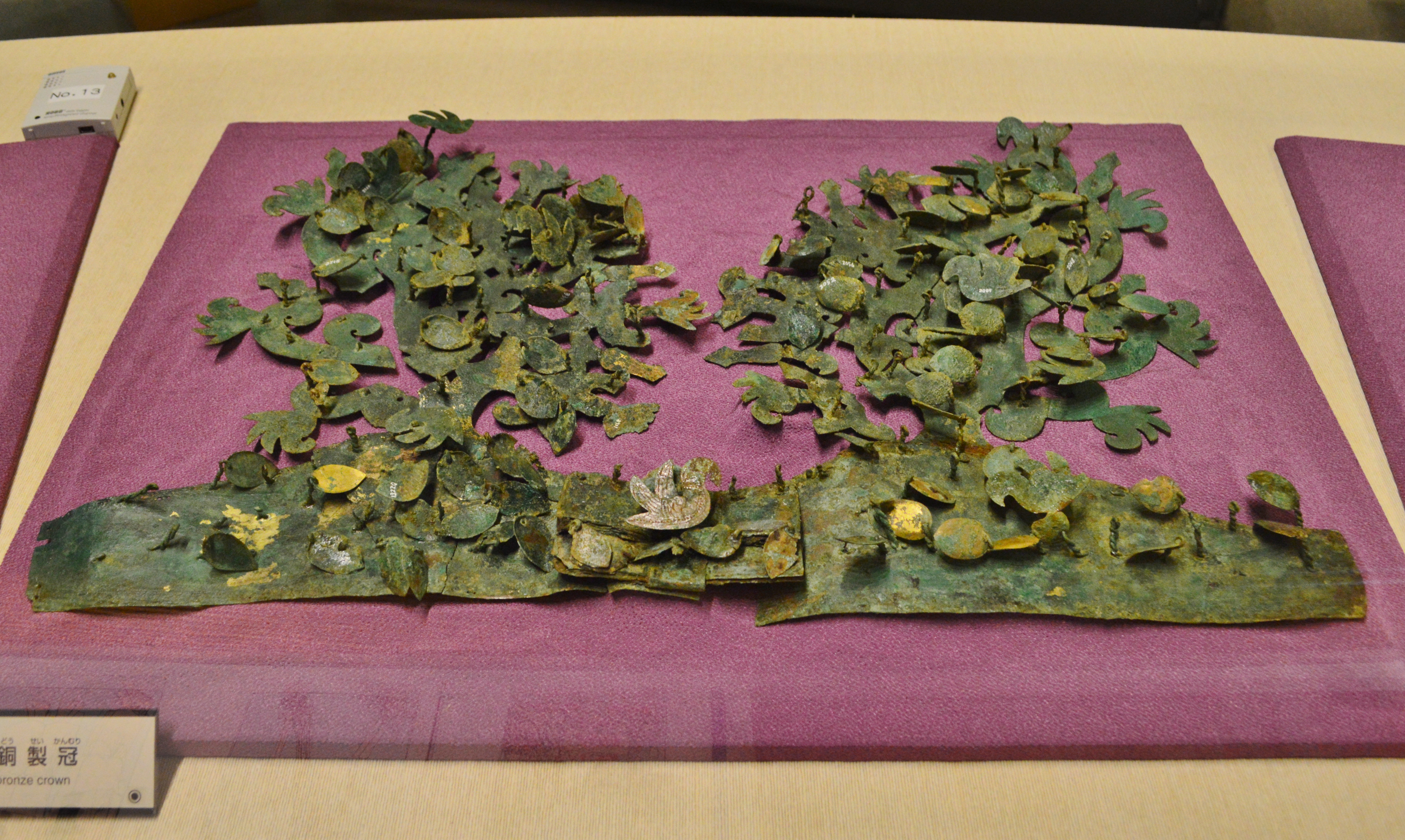
Krone aus Goldbronze
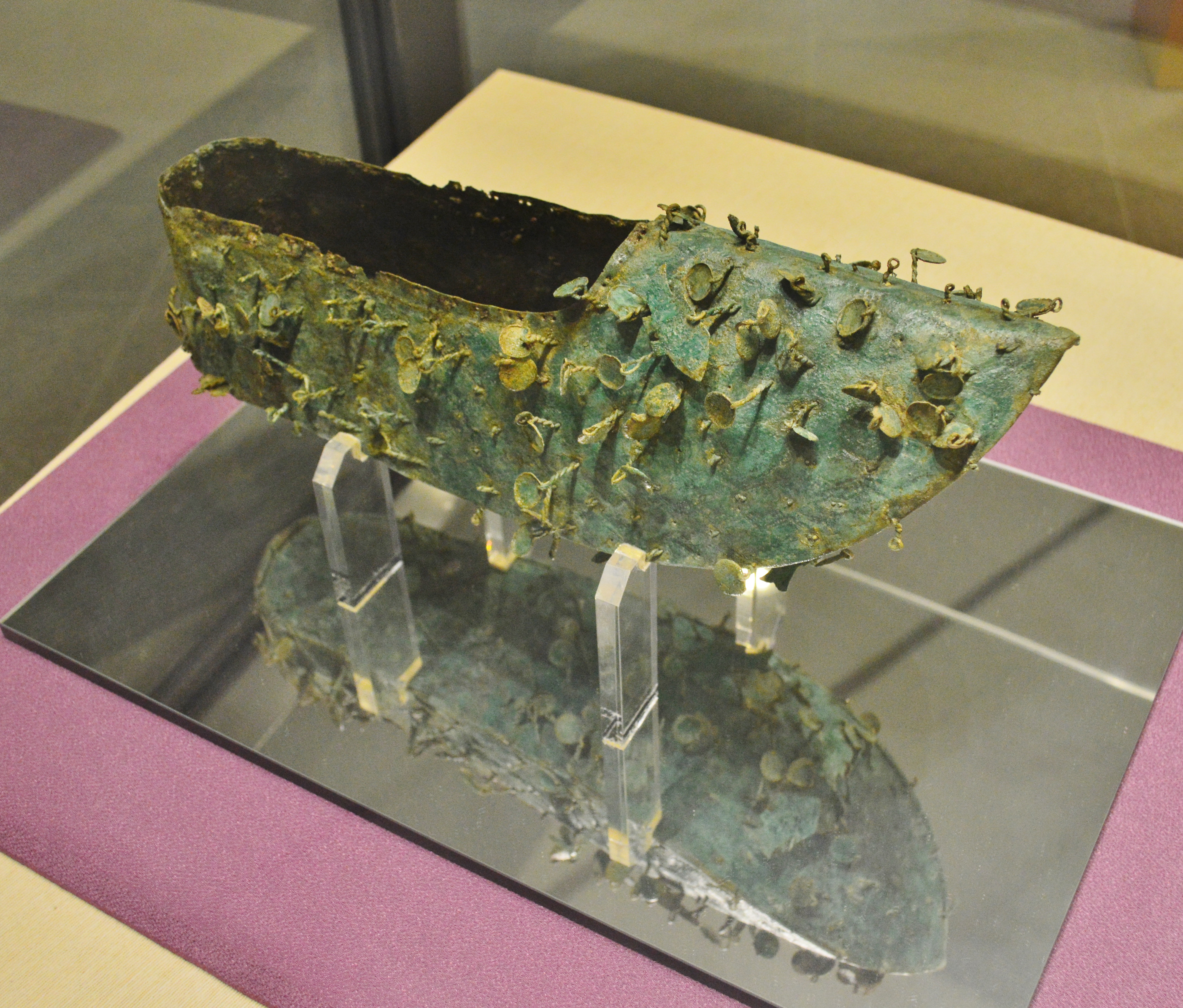
Schuh aus Goldbronze
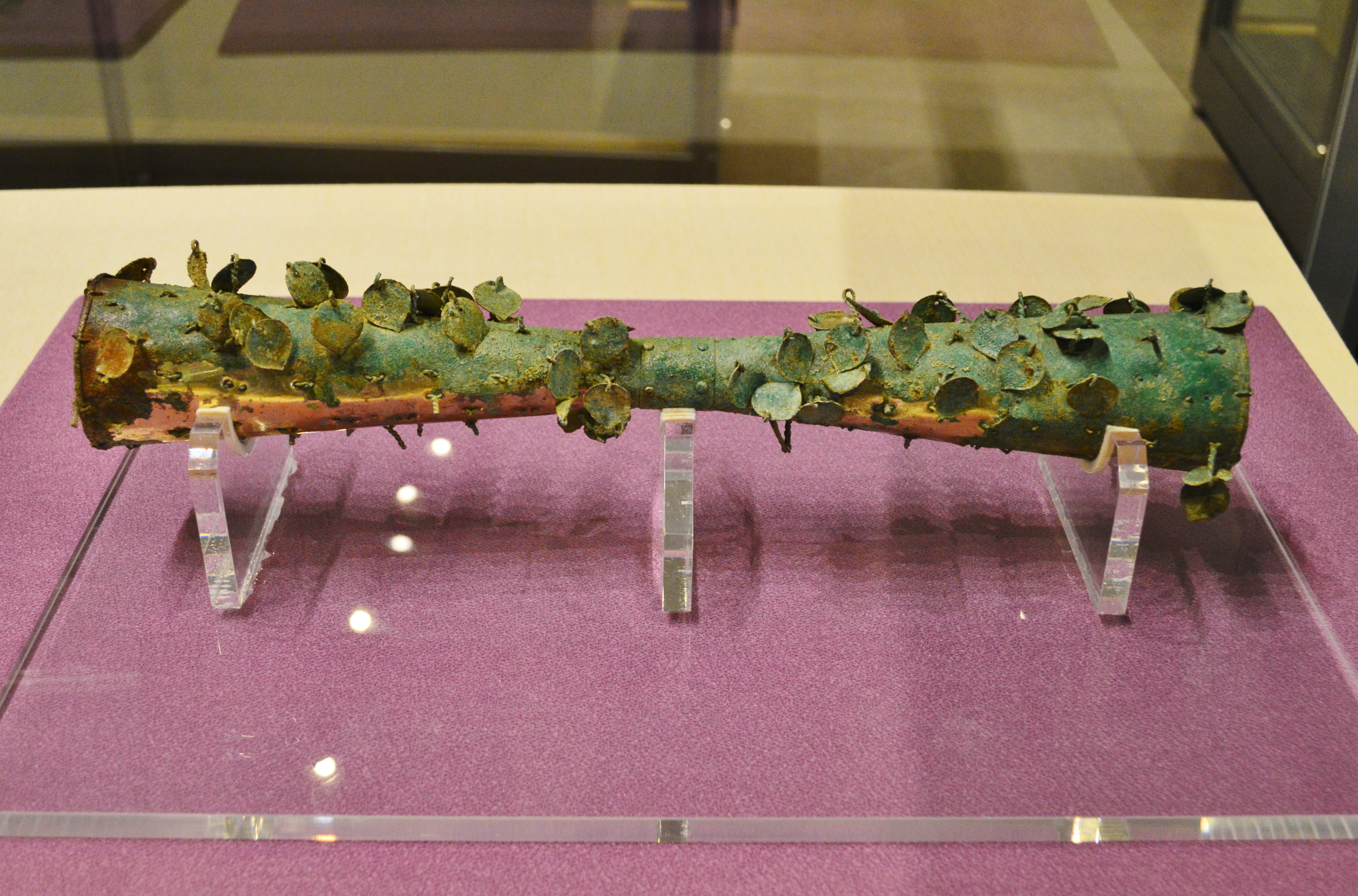
Zylinderförmiger Gegenstand aus Goldbronze